# Cheiracanthium effossum
Cheiracanthium effossum es una especie de araña del género Cheiracanthium, familia Cheiracanthiidae, suborden Araneomorphae. Fue descrita científicamente por Herman en 1879.

## Distribución
Se distribuye por Europa.